# ویلی وورپیتسکی
ویلی وورپیتسکی (آلمانی: Willi Worpitzky؛ ۲۵ اوت ۱۸۸۶ – ۱۰ اکتبر ۱۹۵۳) بازیکن و مربی فوتبال اهل آلمان بود.
از باشگاه‌هایی که در آن بازی کرده‌است می‌توان به باشگاه فوتبال ویکتوریا ۱۸۸۹ اشاره کرد.
وی همچنین در تیم ملی فوتبال آلمان بازی کرده‌است.